# Шатилова, Вера Васильевна
Вера Васильевна Шатилова (род. 1935) — советский работник приборостроительной промышленности, Герой Социалистического Труда (1971).

## Биография
Родилась 30 сентября 1935 года в Киеве.
Окончила Киевский техникум радиоэлектроники.
В 1954 году начала свою трудовую деятельность на Киевском заводе «Коммунист». В 1954—1986 годах — монтажница, в 1986—1991 годах — мастер производственного обучения завода «Коммунист». Ударник коммунистического труда.
Занималась общественной деятельностью. Член КПСС с 1972 года. Была делегатом XXV съезда КПСС и XXVI съезда Компартии Украины. Избиралась депутатом Верховного Совета УССР 7—11-го созывов (1967—1990). Также была членом бюро Киевского горкома Компартии Украины, членом Президиума Республиканского комитета защиты мира.
16 декабря 2011 года Вера Васильевна принимала участие в праздновании 90-летия Московского района Киева.
Проживала в Киеве на ул. Димитрова, 11.

## Награды
- В 1971 году В. В. Шатиловой было присвоено звание Героя Социалистического Труда с вручением ордена Ленина и медали «Золотая звезда».
- Также награждалась Почетными грамотами Президиума Верховного Совета УССР и медалями, среди которых медаль «За доблестный труд».